# Chiyokoïta
La chiyokoïta és un mineral de la classe dels borats que pertany al grup de l'ettringita. Rep el nom en honor de Chiyoko Henmi (逸 見 千代 子) (1949-2018), professor del Departament de Ciències de la Terra de la Universitat d’Okayama. Va fer contribucions significatives a la mineralogia dels minerals d'skarn de la mina Fuka, incloent el descobriment de vuit nous minerals. La henmilita també rep el nom, en part, en honor seu.

## Característiques
La chiyokoïta és un borat de fórmula química Ca₃Si(CO₃)[B(OH)₄]O(OH)₅(H₂O)₁₂. Es tracta d'una espècie aprovada per l'Associació Mineralògica Internacional, i publicada per primera vegada el 2020. Cristal·litza en el sistema hexagonal.
Les mostres que van servir per a determinar l'espècie, el que es coneix com a material tipus, es troben conservades a les col·leccions del Museu Mineralògic Fersmann, de l'Acadèmia de Ciències de Rússia, a Moscou (Rússia), amb el número de registre: 5412/1, i al Museu Canadenc de la Natura, al Quebec (Canadà), amb el número de catàleg: cmnmc 87294.

## Formació i jaciments
Va ser descoberta a la mina Fuka, situada a Bitchū, a la ciutat de Takahashi (prefectura d'Okayama, Japó), on es troba en forma de cristalls prismàtics hexagonals de fins a 30 um de llarg i fins a 20 um de gruix, associada a calcita, henmilita i tacharanita. Aquesta mina japonesa és l'únic indret de tot el planeta on ha estat descrita aquesta espècie mineral.